# Cheniménil
Cheniménil ([ ʃənimenil] , en vosgien de la montagne [ ʃnimɛniː]) est une commune française située dans le département des Vosges, en Lorraine, dans la région administrative Grand Est.
Ses habitants sont appelés les Chnérants. Il est courant d'appeler cette commune « Chne » (prononcer /ʃnə/).

### Localisation

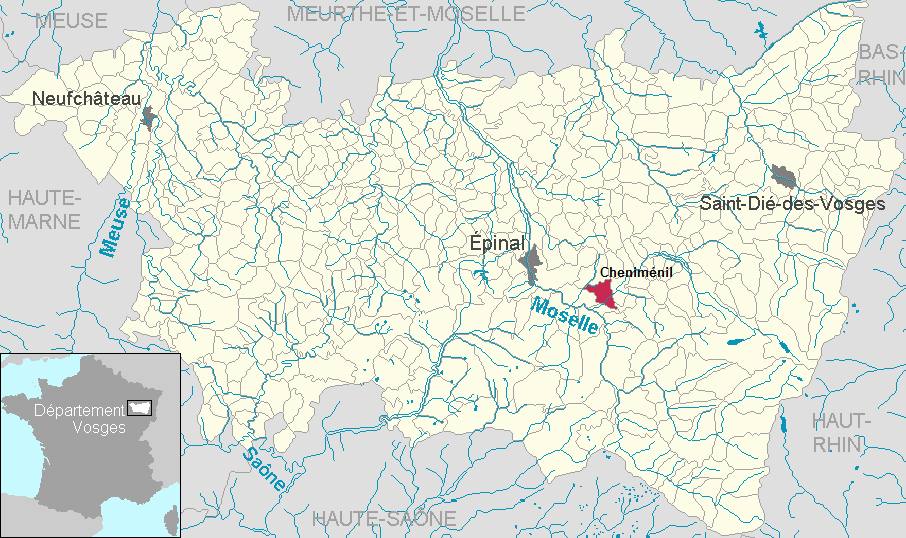
Localisation dans le département.

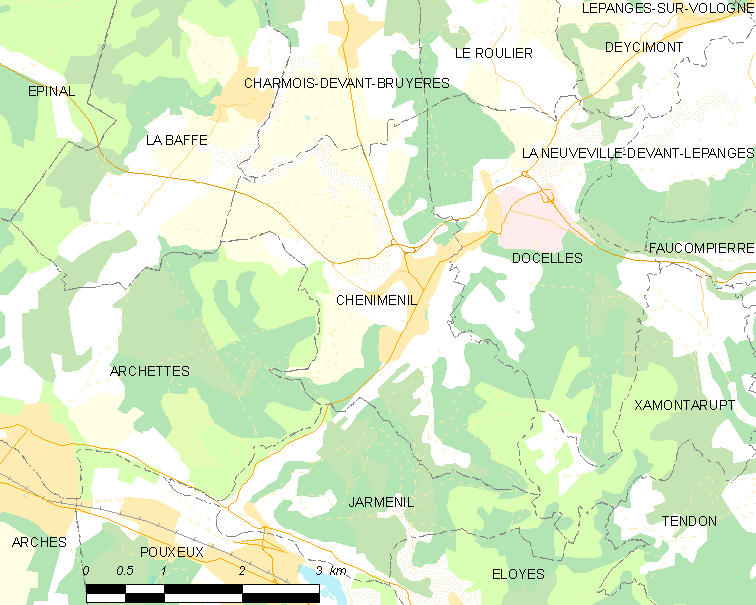
Situation géographique de Cheniménil.

## Géographie

### Géologie et relief
La commune se compose de 78,06 hectares de territoires artificialisés (8,31 %), 526,66 hectares de territoires agricoles (56,09 %) et 334,62 hectares de forêts et milieux semi-naturels (35,64 %).
Espaces naturels :
- Deux zones naturelles d'intérêt écologique, faunistique et floristique (Znieff) :

Massif vosgien.
Forêt d’Épinal et de Tannières.
La commune est située dans la basse vallée de la Vologne et entourée d'éminences boisées. D'où le nom du village qui signifie « (groupe de) maisons au milieu de chênes » en ancien français.
| La Baffe  | Charmois-devant-Bruyères | Le Roulier  |
| Archettes | Cheniménil               | Docelles    |
|           | Jarménil                 | Xamontarupt |

### Hydrographie et les eaux souterraines
Hydrogéologie et climatologie : Système d’information pour la gestion des eaux souterraines du bassin Rhin-Meuse :
Territoire communal : Occupation du sol (Corinne Land Cover); Cours d'eau (BD Carthage),
Géologie : Carte géologique; Coupes géologiques et techniques,
 Hydrogéologie : Masses d'eau souterraine; BD Lisa; Cartes piézométriques.
La commune est située dans le bassin versant du Rhin au sein du bassin Rhin-Meuse. Elle est drainée par la Vologne, le ruisseau de l'Etang Didon et le ruisseau du Ruxelier,.
La Vologne prend sa source à plus de 1 240 mètres d'altitude, sur le domaine du jardin d'altitude du Haut-Chitelet, entre le Hohneck et le col de la Schlucht, et se jette dans la Moselle à Jarménil, à 358 m d'altitude.

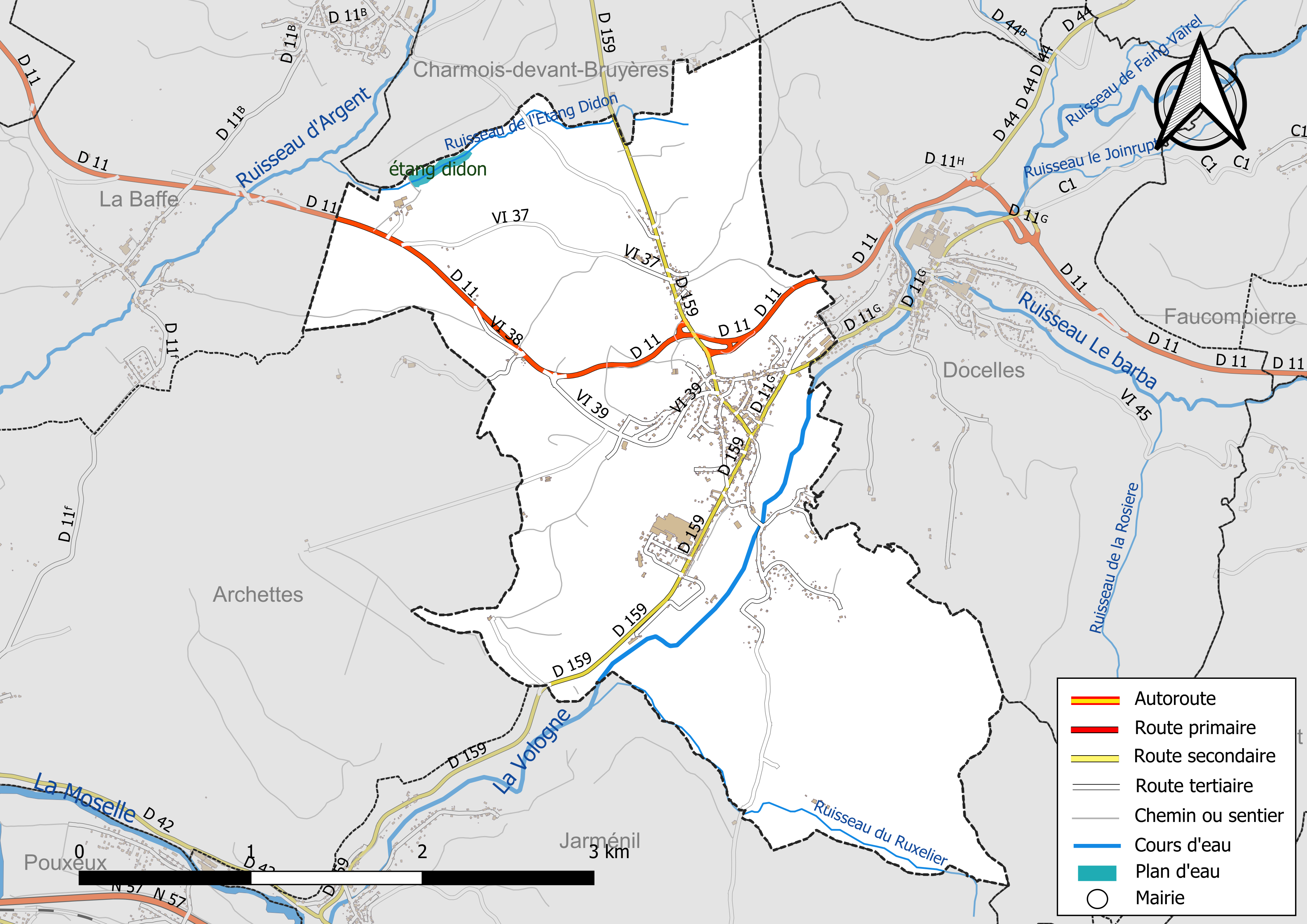
Réseaux hydrographique et routier de Cheniménil.

### Climat
Pour des articles plus généraux, voir Climat du Grand Est et Climat des Vosges.
En 2010, le climat de la commune est de type climat de montagne, selon une étude du Centre national de la recherche scientifique s'appuyant sur une série de données couvrant la période 1971-2000. En 2020, Météo-France publie une typologie des climats de la France métropolitaine dans laquelle la commune est exposée à un climat semi-continental et est dans la région climatique  Vosges, caractérisée par une pluviométrie très élevée (1 500 à 2 000 mm/an) en toutes saisons et un hiver rude (moins de 1 °C). 
Pour la période 1971-2000, la température annuelle moyenne est de 9,5 °C, avec une amplitude thermique annuelle de 16,7 °C. Le cumul annuel moyen de précipitations est de 1 425 mm, avec 14,1 jours de précipitations en janvier et 10,8 jours en juillet. Pour la période 1991-2020, la température moyenne annuelle observée sur la station météorologique de Météo-France la plus proche, « Le Roulier_sapc », sur la commune du Roulier à 4 km à vol d'oiseau, est de 10,2 °C et le cumul annuel moyen de précipitations est de 1 000,2 mm. 
La température maximale relevée sur cette station est de 38,1 °C, atteinte le 25 juillet 2019 ; la température minimale est de −18,3 °C, atteinte le 20 décembre 2009,,. 
Les paramètres climatiques de la commune ont été estimés pour le milieu du siècle (2041-2070) selon différents scénarios d'émission de gaz à effet de serre à partir des nouvelles projections climatiques de référence DRIAS-2020. Ils sont consultables sur un site dédié publié par Météo-France en novembre 2022.

## Urbanisme

### Typologie
Au 1er janvier 2024, Cheniménil est catégorisée commune rurale à habitat dispersé, selon la nouvelle grille communale de densité à sept niveaux définie par l'Insee en 2022.
Elle est située hors unité urbaine. Par ailleurs la commune fait partie de l'aire d'attraction d'Épinal, dont elle est une commune de la couronne,. Cette aire, qui regroupe 118 communes, est catégorisée dans les aires de 50 000 à moins de 200 000 habitants,.

### Occupation des sols
L'occupation des sols de la commune, telle qu'elle ressort de la base de données européenne d’occupation biophysique des sols Corine Land Cover (CLC), est marquée par l'importance des territoires agricoles (56 % en 2018), en diminution par rapport à 1990 (56,9 %). La répartition détaillée en 2018 est la suivante : 
forêts (35,6 %), terres arables (27,6 %), prairies (19,6 %), zones agricoles hétérogènes (8,8 %), zones urbanisées (8,4 %). L'évolution de l’occupation des sols de la commune et de ses infrastructures peut être observée sur les différentes représentations cartographiques du territoire : la carte de Cassini (XVIIIe siècle), la carte d'état-major (1820-1866) et les cartes ou photos aériennes de l'IGN pour la période actuelle (1950 à aujourd'hui).

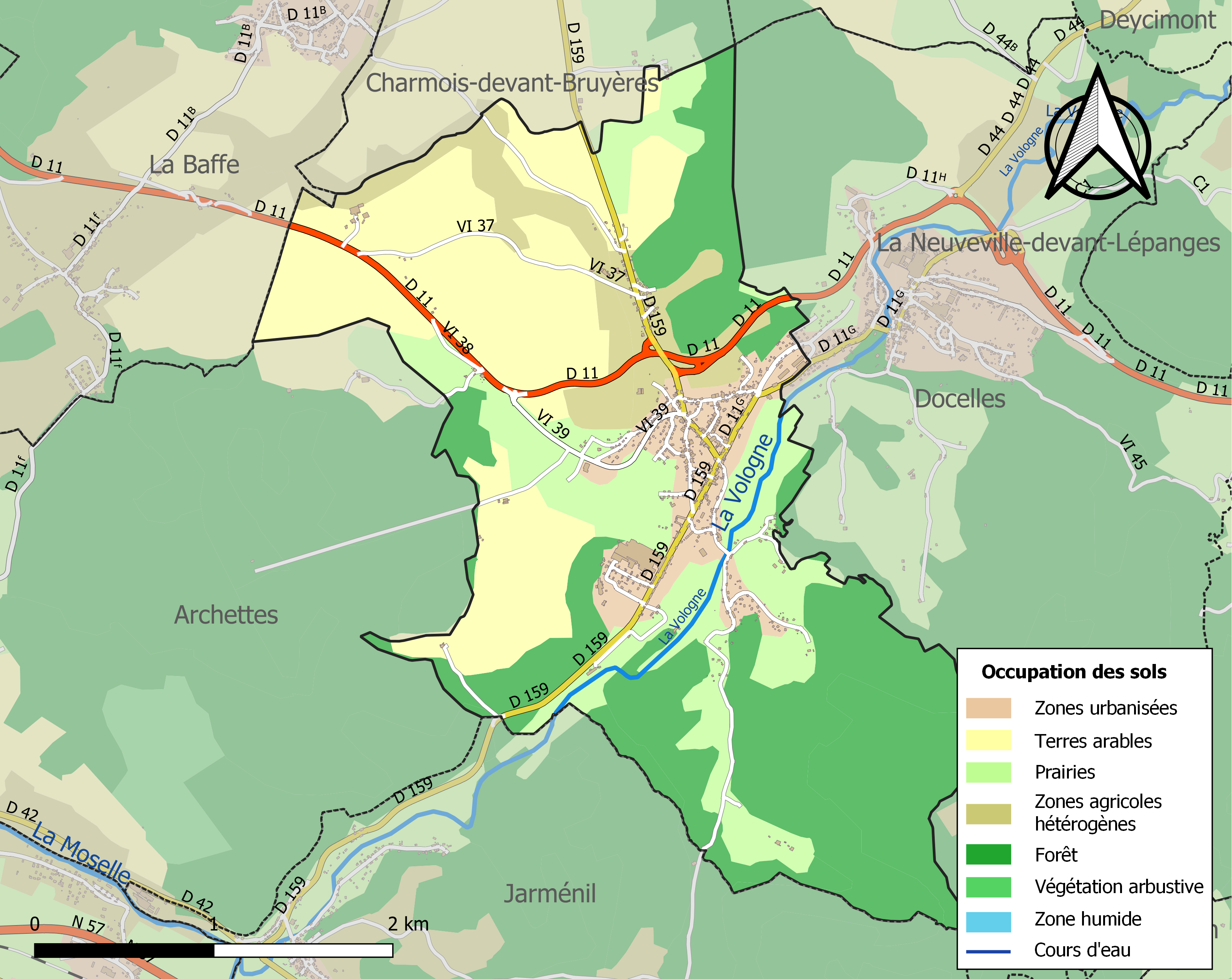
Carte des infrastructures et de l'occupation des sols de la commune en 2018 (CLC).

### Voies de communications et transports

#### Voies routières
La commune se situe à la croisée entre la RD 159 (ancienne route nationale 59bis), reliant Pouxeux à Raon-l'Étape, et la RD 11  reliant Épinal au Tholy. 
Cette dernière a été déviée afin de contourner le village de Cheniménil (et le village limitrophe de Docelles) par le nord, en surplombant légèrement la vallée de la Vologne. L'ancien tracé de la RD 11 est devenu pour partie la RD 44g, courte route départementale qui relie le centre de Cheniménil à la limite orientale de l'agglomération docelloise.

#### Transports en commun
- Fluo Grand Est.

#### Lignes SNCF

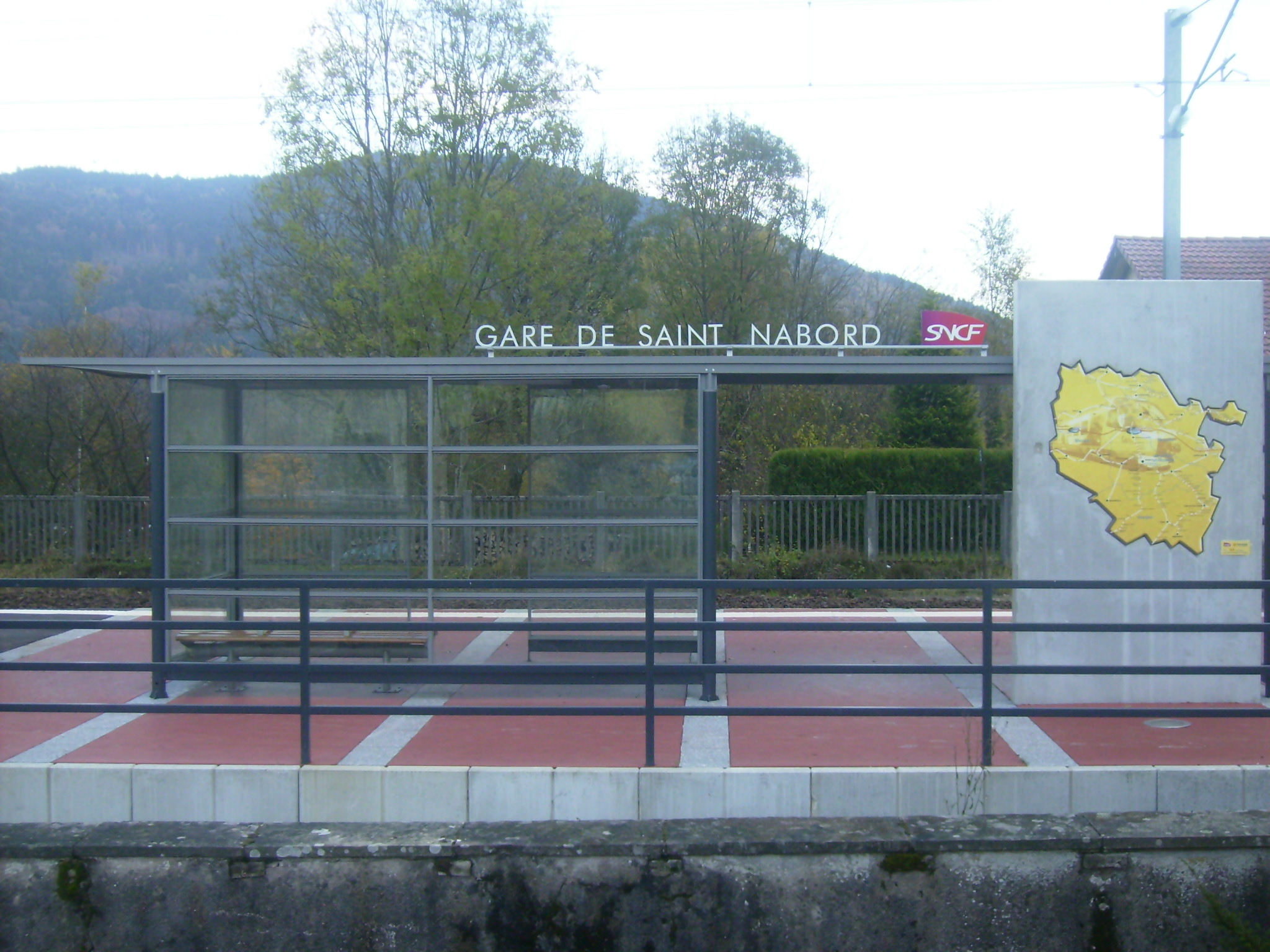
Gare de Saint-Nabord.

- Le village était desservi, jusqu’à fin 2018, par la gare de Docelles - Cheniménil, située sur la ligne de chemin de fer d'Épinal à Saint-Dié-des-Vosges. Usuellement cinq trains y marquaient quotidiennement l'arrêt dans chaque sens. Une desserte par voie routière (cars TER) s’est substituée depuis, avec arrêt à proximité immédiate de la gare.
- Gare de Saint-Nabord.
- Gare de Bruyères.

#### Transports aériens
- L'Aéroport d'Épinal-Mirecourt « Vosges Aéroport ».

À partir de l'été 2021, l’aéroport d’Épinal-Mirecourt est devenu le "pélicandrome" de la Zone Est et servira ainsi de base de ravitaillement et d’intervention pour les avions bombardiers d’eau connus sous le nom de Dash 8.
- Aéroport de Colmar - Houssen.

## Toponymie
Le nom de la localité est attesté sous les formes H. de Chinumasnil (1156) ; H. de Cheninmasnil (1174) ; Chemimesny, pour Chenumesny (1295) ; Chenumaignil (XIIIe siècle) ; Chenumaigny (1324) ; Chenumesni (1236) ; Chenumasnil (1333) ; Chenumangnil (1350) ; Chenuzmennilz (1391) ; Chenumesnif (XIVe siècle) ; Chenumeingny (1430) ; Chenumaingnil (1431) ; Chenumaingny (1433) ; Chernimongny (1436) ; Chenumennil (1457) ; Chenumagny (1478) ; Chenulmesnil (1504) ; Chenimesnilz (1513) ; Chenymesnil (1518) ; Chenumesnil (1566) ; Chenusmesnil (1594) ; « Les trois mairies de Chenimesnil » (1628) ; Chesnimesnil (1656) ; Canummanile (1768) ; Cheniménil (1777).

Origine du nom de Cheniménil
Étymologie

## Histoire

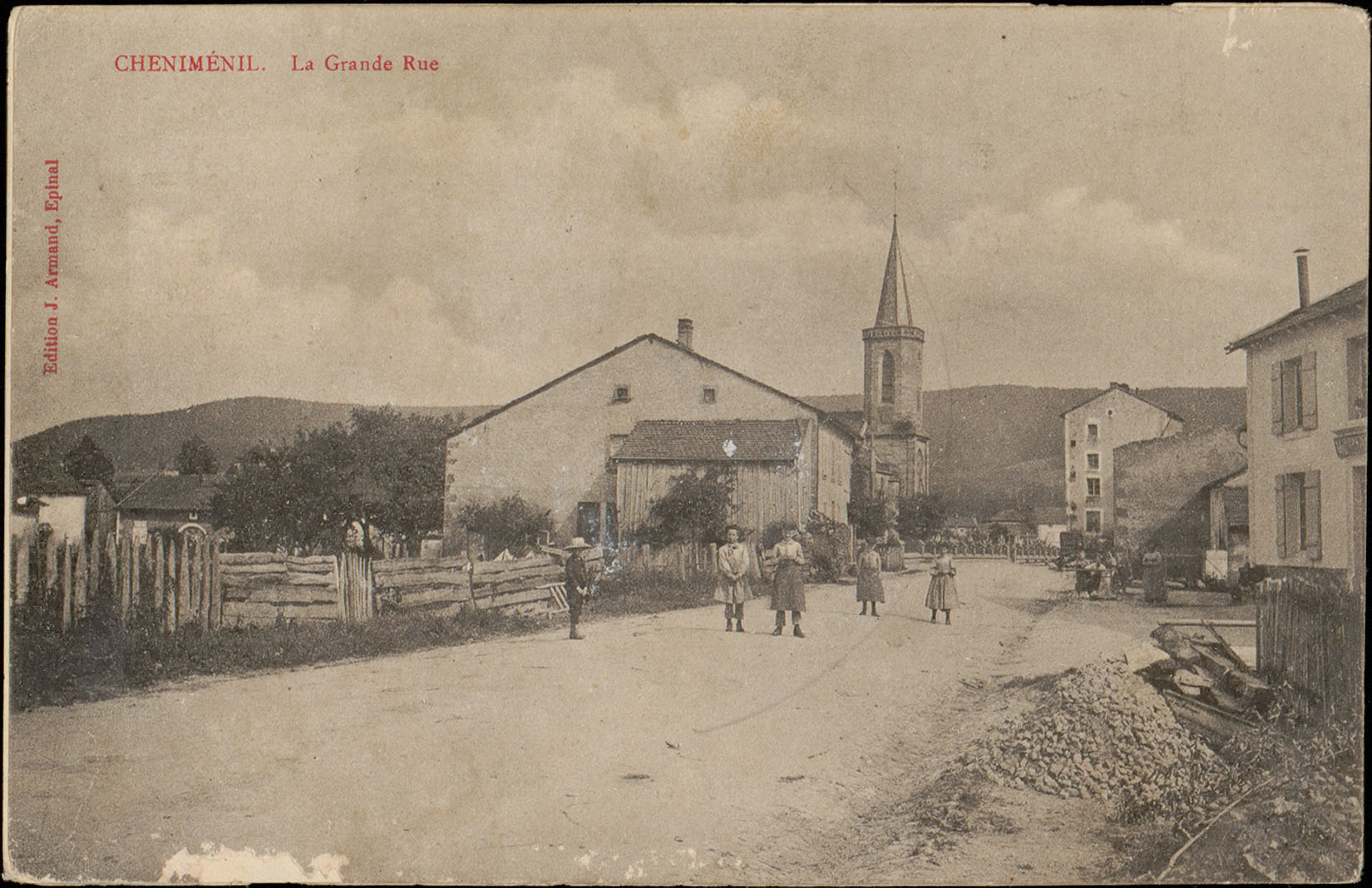
Vue historique de la Grande Rue (Carte postale J. Armand Bougé).

Le nom de Chinumasnil est attesté dès 1156 dans un document conservé aux archives de Meurthe-et-Moselle sous la cote H 333. Cheniménil faisait partie du bailliage de Bruyères. Il y avait, sur son territoire, trois seigneuries : Saint-Pierre, Raigecourt (ou Rachecourt) et Parois. À la Révolution, elles étaient réunies et appartenaient au seigneur du village. Outre les amendes champêtres, il prélevait le tiers des locations des terrains communaux affermés et acensés.
L’église était annexe de Docelles.
Cheniménil a fait partie du canton de Docelles jusqu’au 19 vendémiaire an X (11 octobre 1801).

## Politique et administration

### Découpage territorial
Par arrêté préfectoral du 15 septembre 2023, la commune est retirée le 1er janvier 2024 de l'arrondissement d'Épinal et rattachée à l'arrondissement de Saint-Dié-des-Vosges.

### Liste des maires
| Période                                  | Période   | Identité                     | Étiquette | Qualité                                       |
| ---------------------------------------- | --------- | ---------------------------- | --------- | --------------------------------------------- |
| Les données manquantes sont à compléter. |           |                              |           |                                               |
| avant 1958                               | ?         | Mme Boucher                  | Droite    | Suppléante du député Charles Guthmüller       |
| 1971                                     | 1979      | Abel Claude                  |           | Décédé en cours de mandat                     |
| 1979                                     | mars 1989 | Cécile Guiter (1915-2008)    |           | Retraitée de la Filature                      |
| mars 1989                                | 2003      | Jacques Odille               |           | Décédé en cours de mandat                     |
| 2003                                     | août 2019 | Christian Bahoff (1952-2019) |           | Employé de banque, décédé en cours de mandat  |
| 21 octobre 2019                          | En cours  | Joël Mangel                  |           | Retraité de la Fonction Publique Territoriale |

### Budget et fiscalité 2023

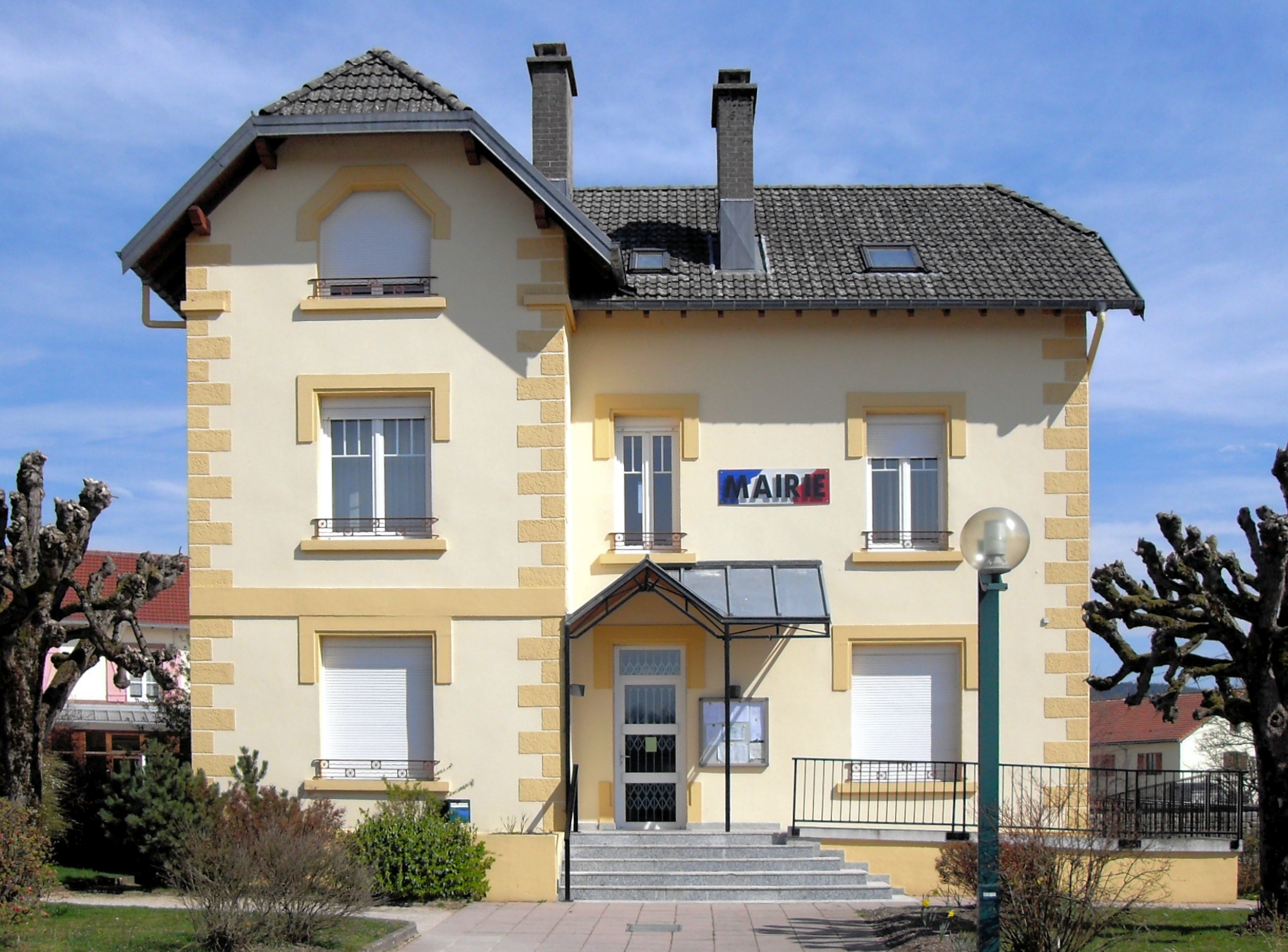
La mairie.

En 2023, le budget de la commune était constitué ainsi :
- total des produits de fonctionnement : 1 494 000 €, soit 1 182 € par habitant ;
- total des charges de fonctionnement : 1 121 000 €, soit 887 € par habitant ;
- total des ressources d'investissement : 322 000 €, soit 255 € par habitant ;
- total des emplois d'investissement : 641 000 €, soit 507 € par habitant ;
- endettement : 270 000 €, soit 214 € par habitant.

Avec les taux de fiscalité suivants :
- taxe d'habitation : 20,56 % ;
- taxe foncière sur les propriétés bâties : 39,14 % ;
- taxe foncière sur les propriétés non bâties : 31,01 % ;
- taxe additionnelle à la taxe foncière sur les propriétés non bâties : 0,00 % ;
- cotisation foncière des entreprises : 0,00 %.

Chiffres clés Revenus et pauvreté des ménages en 2021 : médiane en 2021 du revenu disponible, par unité de consommation : 23 380 €.

## Population et société

### Démographie

#### Évolution démographique
L'évolution du nombre d'habitants est connue à travers les recensements de la population effectués dans la commune depuis 1793. Pour les communes de moins de 10 000 habitants, une enquête de recensement portant sur toute la population est réalisée tous les cinq ans, les populations de référence des années intermédiaires étant quant à elles estimées par interpolation ou extrapolation. Pour la commune, le premier recensement exhaustif entrant dans le cadre du nouveau dispositif a été réalisé en 2008.

En 2022, la commune comptait 1 227 habitants, en évolution de +1,83 % par rapport à 2016 (Vosges : −2,96 %, France hors Mayotte : +2,11 %).
| 1793 | 1800 | 1806 | 1821 | 1831  | 1836  | 1841  | 1846  | 1856  |
| ---- | ---- | ---- | ---- | ----- | ----- | ----- | ----- | ----- |
| 746  | 744  | 829  | 976  | 1 082 | 1 038 | 1 027 | 1 066 | 1 059 |

| 1861  | 1866 | 1876 | 1881 | 1886 | 1891 | 1896 | 1901 | 1906 |
| ----- | ---- | ---- | ---- | ---- | ---- | ---- | ---- | ---- |
| 1 012 | 377  | 945  | 842  | 829  | 762  | 756  | 685  | 632  |

| 1911 | 1921 | 1926  | 1931  | 1936  | 1946  | 1954  | 1962  | 1968  |
| ---- | ---- | ----- | ----- | ----- | ----- | ----- | ----- | ----- |
| 756  | 904  | 1 041 | 1 083 | 1 121 | 1 151 | 1 247 | 1 247 | 1 195 |

| 1975  | 1982  | 1990  | 1999  | 2006  | 2008  | 2013  | 2018  | 2022  |
| ----- | ----- | ----- | ----- | ----- | ----- | ----- | ----- | ----- |
| 1 145 | 1 182 | 1 131 | 1 231 | 1 173 | 1 157 | 1 192 | 1 232 | 1 227 |

### Enseignement
Établissements d'enseignements :
- Écoles maternelles et primaires à Cheniménil, Docelles, La Baffe, Charmois-devant-Bruyères.
- Collèges à Éloyes, Épinal, Bruyères.
- Lycées à La Baffe, Épinal.

### Santé
Professionnels et établissements de santé :
- Médecins à Docelles, Éloyes, Pouxeux, Arches, Archettes, Saint-Nabord.
- Pharmacies à Docelles, Éloyes, Pouxeux, Arches, Saint-Nabord.
- Hôpitaux à Bruyères, Épinal, Golbey.
- Centre hospitalier Beatrix de Lorraine de Remiremont.

### Cultes
- Culte catholique, Paroisse Saint-Antoine-en-Vologne[36], Diocèse de Saint-Dié.

### Manifestations culturelles et festivités
- De 2004 à 2009, le stade de Cheniménil a accueilli le Festiv'Art Cirk'Ô'Zik qui se déroulait fin juin[37].

Les deux premières éditions, en 2004 et 2005, ont duré deux jours (vendredi avec un concert d'ouverture et samedi).
Les éditions suivantes, en 2006, 2008 et 2009, se sont concentrées sur l'après-midi et la soirée du samedi (le festival ne s'est pas tenu en 2007).
La cinquième et dernière édition s'est déroulée le 27 juin 2009, avec en tête d'affiche Les Fatals Picards et Congopunq.

## Économie

### Entreprises et commerces

#### Agriculture
- Culture et élevage associés.
- Élevage de vaches laitières.
- Élevage d'autres bovins et de buffles.
- Sylviculture et autres activités forestières.

#### Tourisme
- Hébergements et restauration à Docelles, Pouxeux, Tendon, Saint-Nabord, Épinal.

#### Commerces
- Commerces et services de proximité[38].

### Industrie
- La plus importante industrie du village était la filature qui a cessé son activité le 23 mai 2006[39].

## Culture locale et patrimoine

### Lieux et monuments

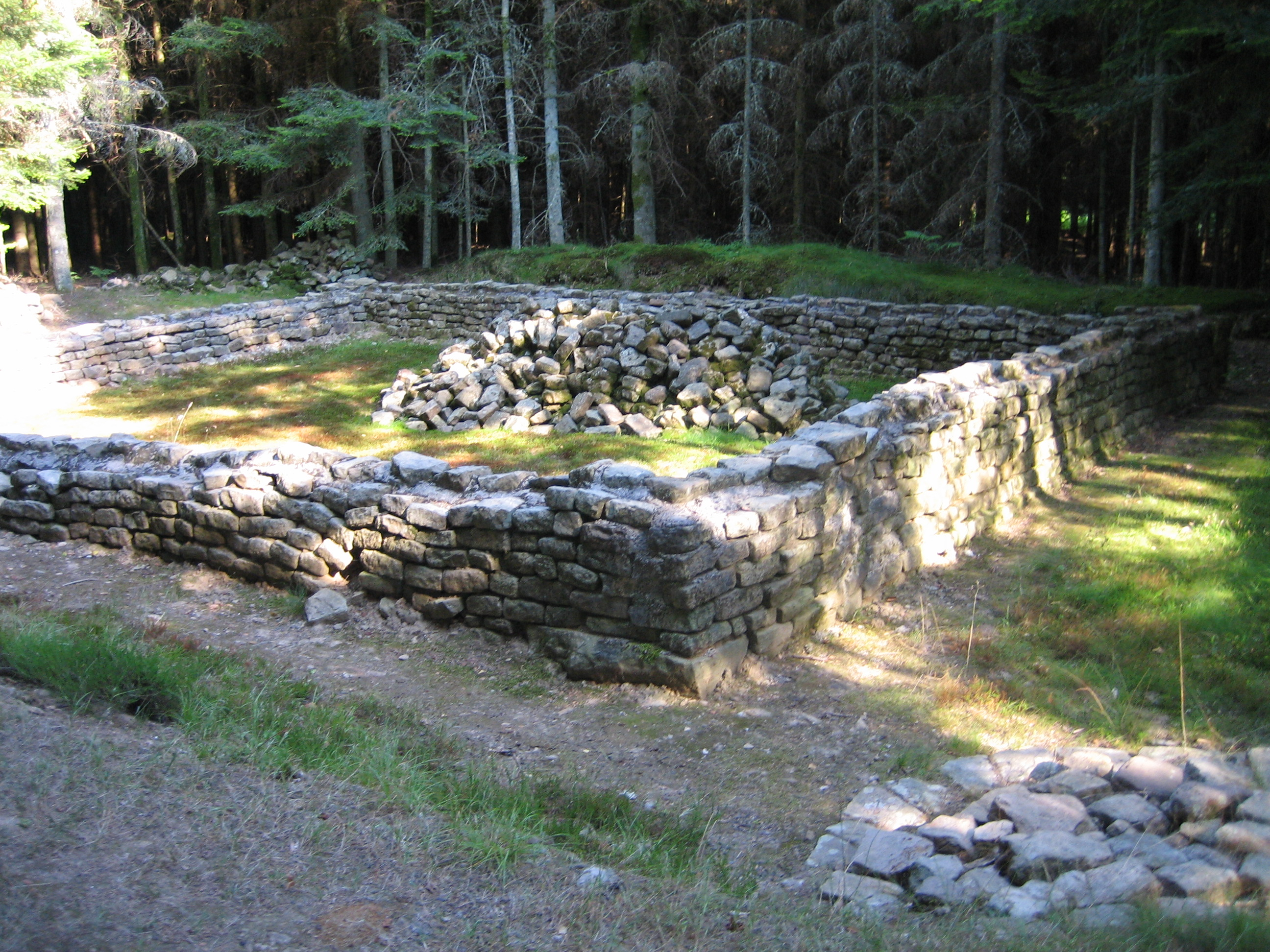
Sanctuaire de Mercure, en forêt de Tannières.
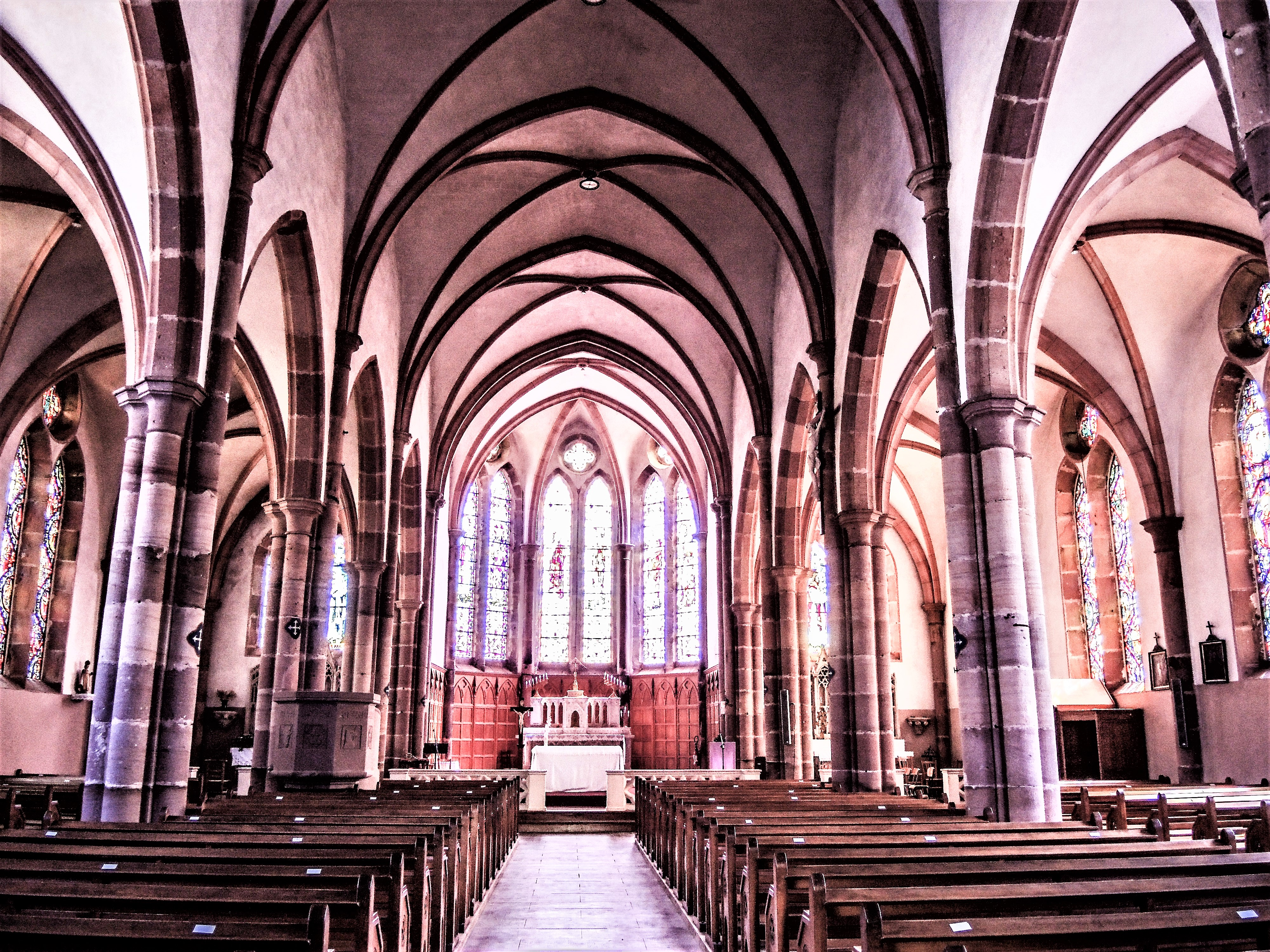
Nef de l'glise Saint-Jean-Baptiste.
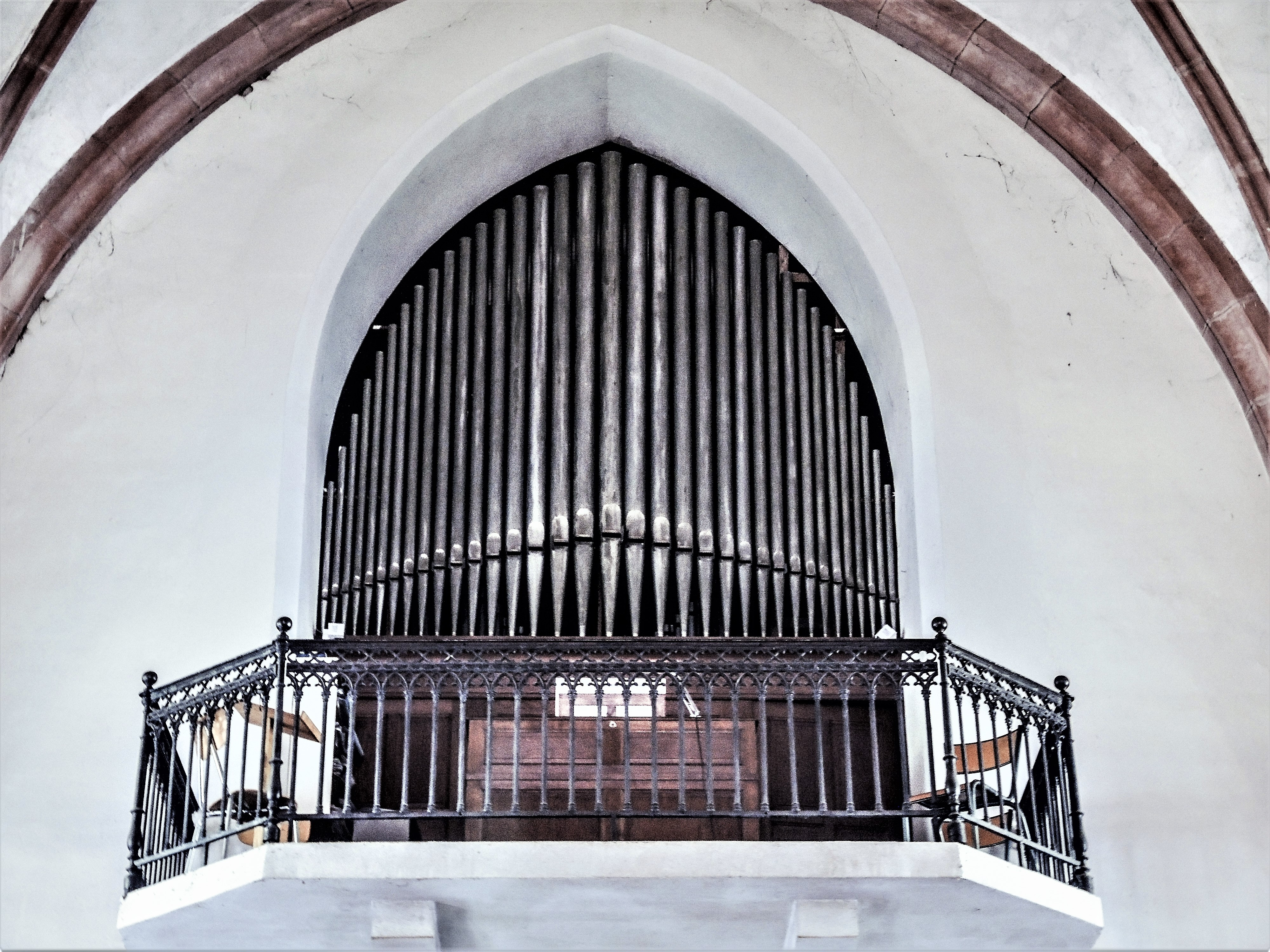
Orgue de Jacquot Lavergne.
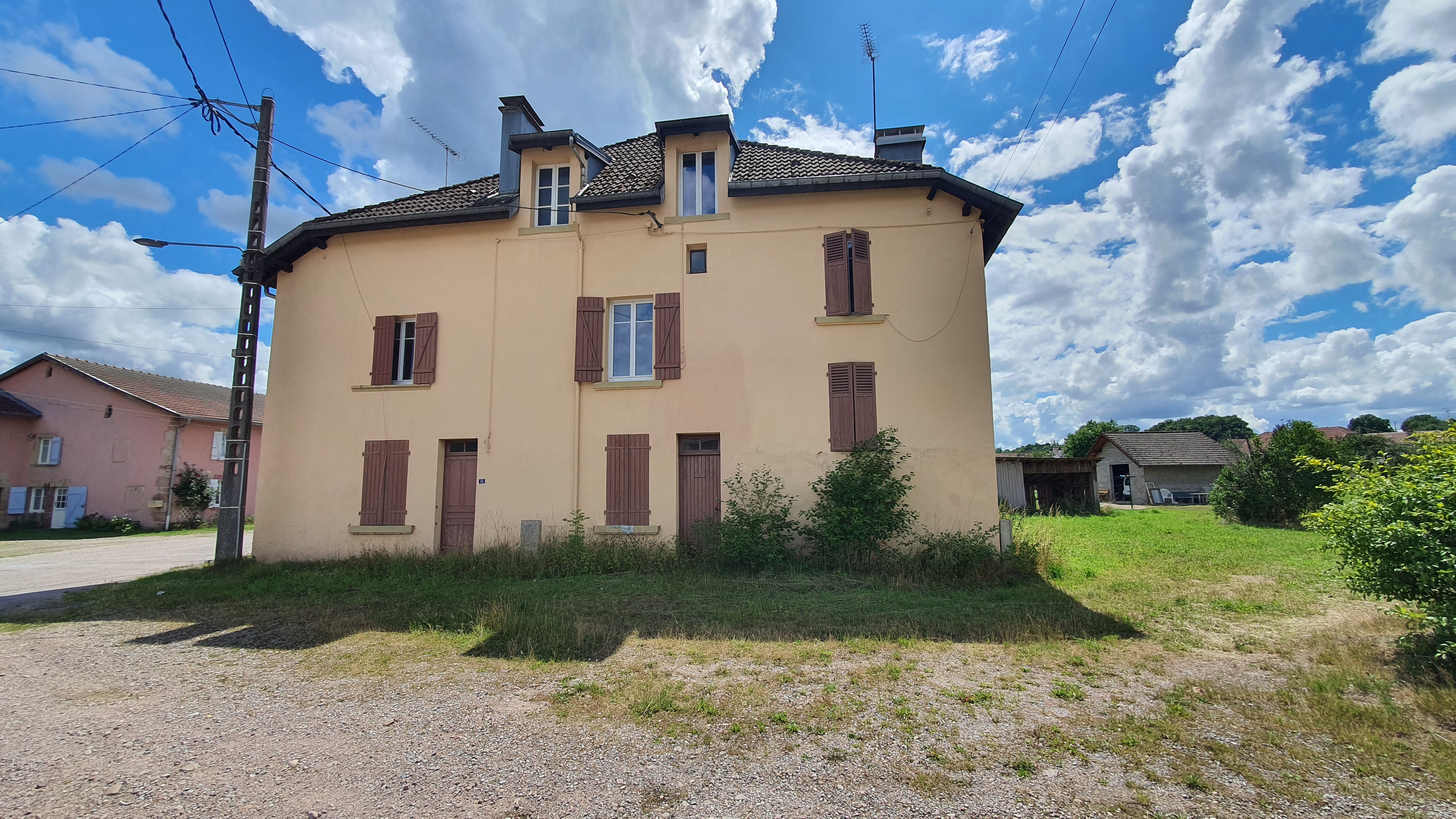
Maison natale d'Emmanuelle Riva.

- Sanctuaire de Mercure, situé dans la forêt domaniale de Tannières[40], sur le territoire de la commune voisine d'Archettes.
- Ruines du Château-sur-Perle, demeure seigneurale, tirant son nom des perles pêchées dans la Vologne, dont la construction fut, en 1473, autorisée sur la colline du Paroy, au nord du village, par le duc René II de Lorraine à Gérard de Haraucourt, sénéchal de Lorraine.

Le guide Joanne (1883) indique que ce château renfermait autrefois une chapelle dite Notre-Dame-des-Neiges, but d'un pèlerinage très fréquenté, et qu'à la fin du XIXe siècle, bien que la chapelle eût disparu, le pèlerinage avait toujours lieu.
- Église Saint-Jean-Baptiste, construite en 1860 et restaurée en 1945.

L'orgue de Jacquot-Lavergne a été construit en 1956,.
- Fontaine lavoir[45],[46].
- Monument aux morts[47],[48],[49].
- Croix de cimetière[50].

### Personnalités liées à la commune

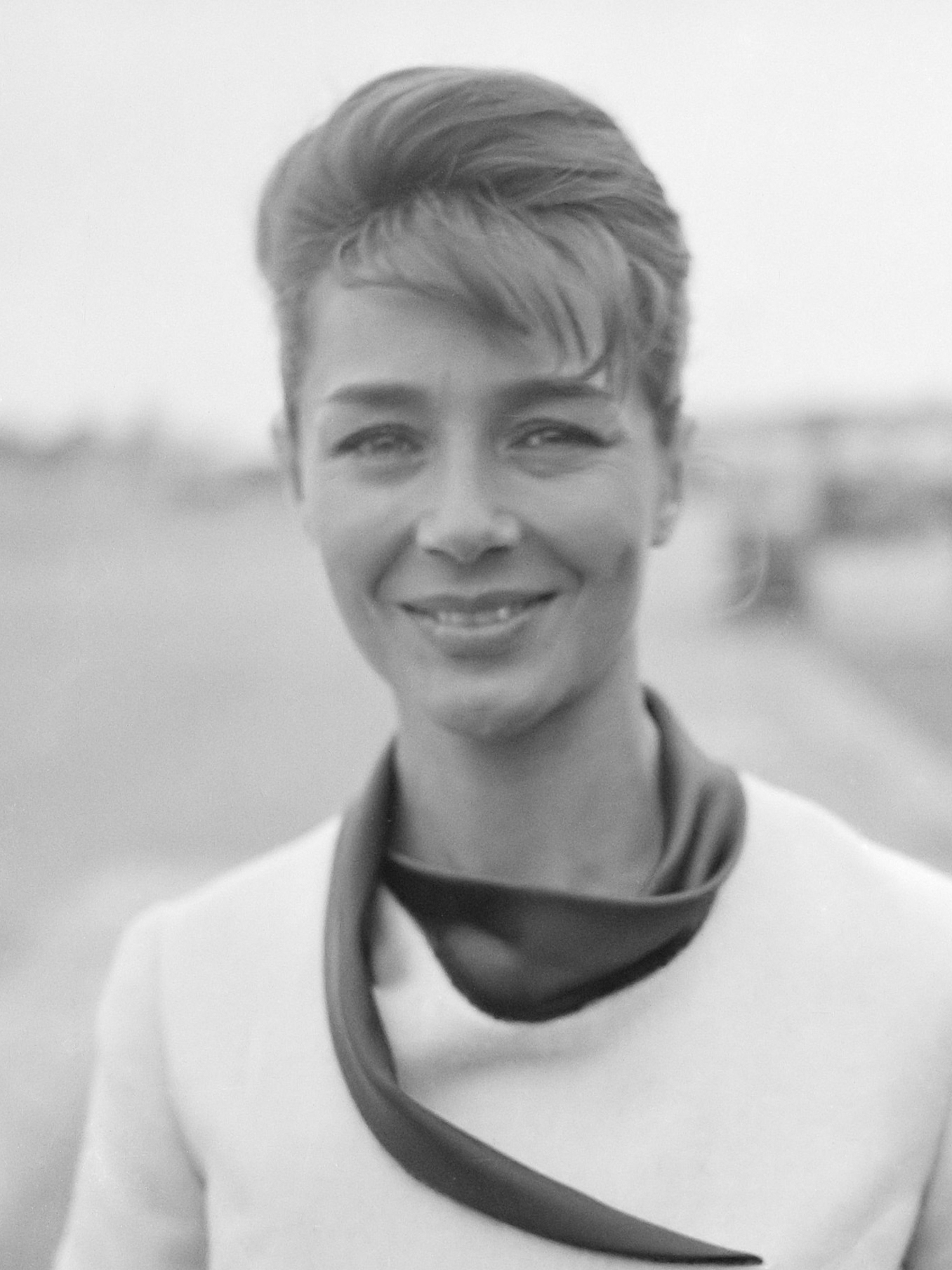
Emmanuelle Riva en 1962.
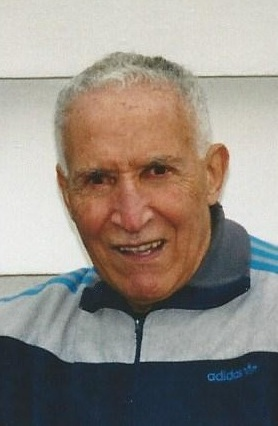
Le marathonien Alain Mimoun en 2001.

- Paulette Riva, dite Emmanuelle Riva, née le 24 février 1927 au 11, rue de la Mairie (et décédée le 27 janvier 2017), actrice de cinéma et de théâtre et poétesse française, Grand Prix d'interprétation féminine à la Mostra de Venise 1962 dans Thérèse Desqueyroux, César de la meilleure actrice 2013 pour le rôle d'Anne dans Amour[51].
- Alain Mimoun, y résida de quelques années afin notamment de s’entraîner à ses épreuves de course de fond sur la piste d'athlétisme en gravier du stade George-Boucher et dans les longs chemins que constitue la forêt de Tannières.
- Médaillés de Sainte-Hélène[52].

### Héraldique
| Blason | Blasonnement : Coupé en chevron versé : au premier d’or à la tour d’argent ajourée et maçonnée de sable accostée de deux branches de chêne de sinople, en bande à dextre et en barre à senestre, au second de gueules aux deux écheveaux d’argent, en bande à dextre et en barre à senestre ; au chevron renversé d’azur chargé de sept besants d’argent brochant sur la partition. Commentaires : La tour figure le château aujourd'hui ruiné et les branches de chêne évoquent le nom de la commune. La Vologne est figurée par le chevron renversé, elle est chargée de perles d’argent. Enfin les écheveaux représentent la filature de Chéniménil. |

## Pour approfondir